# Europäisches Insolvenzregister
Das Europäische Insolvenzregister ist ein Internetportal der Europäischen Union und ein Verbund von nationalen Insolvenzregistern (daher auch: Verbund der Insolvenzregister genannt). Das Europäische Insolvenzregister ist somit kein zentrales einheitliches EU-Insolvenzregister, sondern ein einheitlicher Zugang zu den nationalen Insolvenzregistern.
Seit 7. Juli 2014 ist das Europäische Insolvenzregister über das Europäische Justizportal mit den Insolvenzregistern im Rahmen des Pilotprojekts von sieben Unionsmitgliedstaaten verbunden (mit Deutschland, Estland, die Niederlande, Österreich, Rumänien, Slowenien und Tschechien). Dadurch wird eine mehrsprachige Suchanfrage in allen vernetzten Registern ermöglicht. Die nationalen Insolvenzregister werden in den Unionsmitgliedstaaten weiterhin von diesen nach ihrem innerstaatlichen Recht betreut und geführt.
Das Europäische Insolvenzregister soll einen weiteren einfachen und einheitlichen Zugang zu den E-Government-Diensten und Informationsangeboten der Europäischen Union und der Unionsmitgliedstaaten ermöglichen.

## Hintergrund und Ziele
Die nationalen Insolvenzregister sind eine wichtige Rechtsinformationsquelle für interessierte oder betroffene Personen. Durch die zentrale An- und Abfragemöglichkeit soll ein vereinfachter Zugang z. B. für Banken, Gläubiger, Geschäftspartner und Verbraucher über Insolvenzen ermöglicht werden. Dadurch sollen auch die Transparenz und Rechtssicherheit auf dem Binnenmarkt der Europäischen Union erhöht werden.
Die Daten werden von den derzeit teilnehmenden sieben Unionsmitgliedstaaten zentral über das Europäische Justizportal bereitgestellt. Es ist geplant, diesen ersten Schritt zur Vernetzung der Insolvenzregister auf alle Unionsmitgliedstaaten und den EWR auszudehnen. Dies ist gleichzeitig ein Bestandteil der Initiative zur Modernisierung des europäischen Insolvenzrechts.
Das Europäische Insolvenzregister ist in 23 Amtssprachen verfügbar und wird von der Europäischen Kommission verwaltet. Die Eingabe ist mit Suchbegriffen in den 23 Amtssprachen der EU möglich, die Anzeige erfolgt in der Regel in der Sprache des Unionsmitgliedstaates, in welchem das betreffende Insolvenzverfahren anhängig ist (keine automatische oder vorgegebene Übersetzung durch das Portal).

## Funktion
Das Europäische Insolvenzregister ermöglicht einfache Suchabfrage nach dem Namen des Schuldners in den Insolvenzregistern der beteiligten Mitgliedstaaten.
Mit der erweiterten Suche können je nach der Möglichkeit der nationalen Basisdatenbank der einzelnen Unionsmitgliedstaaten verschiedene Suchkriterien festgelegt werden. Dabei ist auf die verschiedenen Suchoperanden Rücksicht zu nehmen, welche die nationalen Insolvenzregister zulassen oder vorgeben (etwa welche Sonderzeichen zulässig sind).
Um Missbrauch zu vermeiden, ist bei jeder Suche die Eingabe eines Bestätigungscodes erforderlich. Die Suchergebnisse werden in alphabetischer Reihenfolge angezeigt und können auch nach Ländern sortiert werden.